# Национальное правительство (Январское восстание)
Национальное правительство (пол. Rząd Narodowy) — главный орган власти, действующий в период январского восстания на землях Польши.
Временное национальное правительство (пол. Tymczasowy Rząd Narodowy) возникло в ночь с 22 на 23 января 1863 года в результате преобразования Центрального национального комитета и было самым высшим органом исполнительной власти в январском восстании. Временное правительство подписало «Манифест», в котором призывало к борьбе и провозглашало отмену крепостного права.
| Номер по порядку | Изображение | Имя, фамилия, и функция | Принял полномочия | Сложил полномочия | Время правления |
| ---------------- | ----------- | --- | ----------------- | ----------------- | --------------- |
| 1.               |             | Стефан Бобровский, председатель исполнительной комиссии Национального правительства                                         | 21 января 1863    | 17 февраля 1863   | 27 дней         |
| -                |             | Людвик Мерославский, диктатор                                                                                               | 17 февраля 1863   | 11 марта 1863     | 22 дня          |
| -                |             | Мариан Лангевич, диктатор                                                                                                   | 11 марта 1863     | 18 марта 1863     | 7 дней          |
| -                |             | Агатон Гиллер Стефан Бобровский Юзеф Каетан Яновский, члены исполнительной диктаторской комиссии                            | 19 марта 1863     | 20 марта 1863     | 1 день          |
| 2.               |             | Стефан Бобровский, председатель Временного Национального Правительства                                                      | 21 марта 1863     | 12 апреля 1863    | 22 дня          |
| 3.               |             | Агатон Гиллер, председатель Временного Национального Правительства (с 10 мая 1863 председатель Национального Правительства) | 12 апреля 1863    | 23 мая 1863       | 41 день         |
| 4.               |             | Францишек Добровольский, председатель Национального Правительства                                                           | 23 мая 1863       | 9 июня 1863       | 17 дней         |
| 5.               |             | Пётр Кобылянский, председатель Национального Правительства                                                                  | 9 июня 1863       | 10 июня 1863      | 1 день          |
| 6.               |             | Кароль Маевский, председатель Национального Правительства                                                                   | 14 июня 1863      | 17 сентября 1863  | 95 дней         |
| 7.               |             | Францишек Добровольский, председатель Национального Правительства                                                           | 17 сентября 1863  | 17 октября 1863   | 30 дней         |
| 8.               |             | Ромуальд Траугутт, председатель позже диктатор Национального Правительства                                                  | 17 октября 1863   | 10 апреля 1864    | 176 дней        |
| 9.               |             | Александр Вашковский, Руководитель города Варшавы                                                                           | 12 апреля 1864    | 19 декабря 1864   | 251 день        |
| 10.              |             | Бронислав Бжежинский, председатель Национального Правительства                                                              | 20 апреля 1864    | октябрь 1864      |                 |